# 리차트 구조

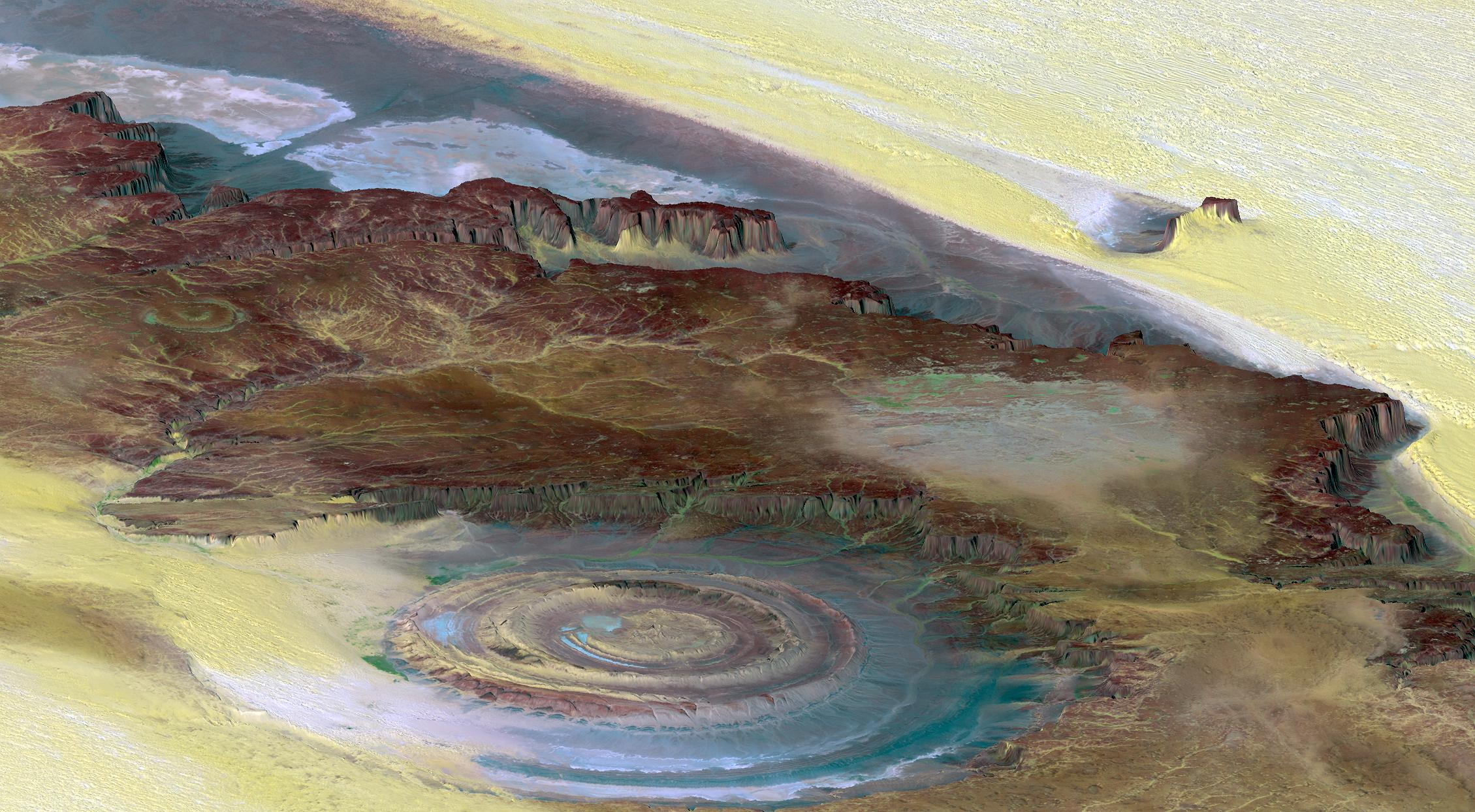
위성으로 찍은 리차트 구조 사진을 채색한 모습, 암석=갈색, 모래=황색/백색, 녹지=녹색, 소금퇴적층=청색

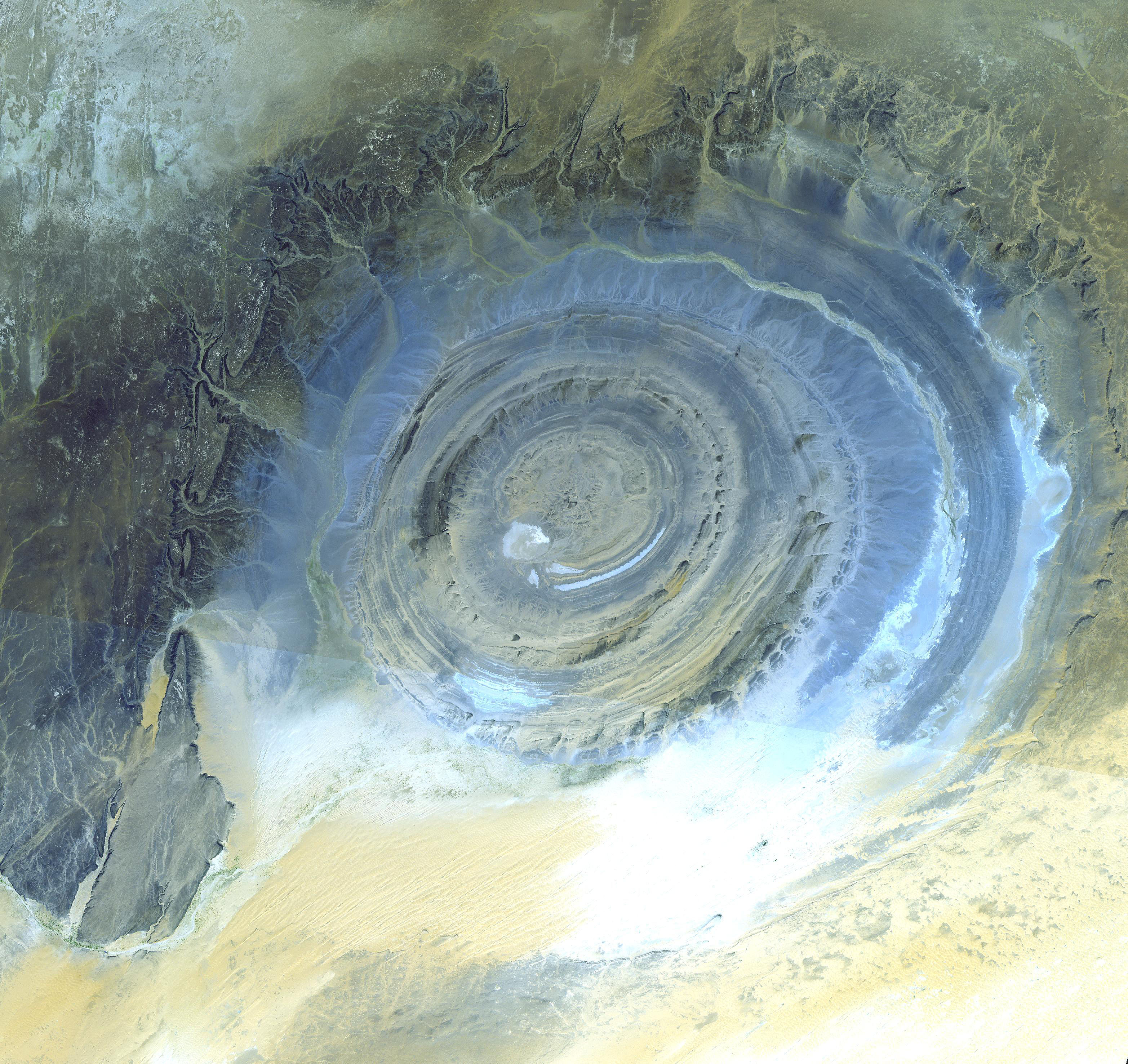
인공위성에서 촬영한 리차트 구조

리차트 구조(Richat Structure)는 사하라의 눈(Eye of Sahara), 지구의 눈, Guelb er Richat(아랍어: قلب الريشات) 등으로 불리는 지름 40km의 돌출된 동심 원형 지형이다.
사하라 사막의 서쪽, 아프리카 북서부 대서양 연안에 위치한 나라인 모리타니, 유네스코 세계 유산에 등재된 우아단(Ouadane) 근처에 위치해있다.

## 설명
Guelb 은 "섬 산"을 의미한다. 리차트 구조는 깊게 침식되어있고 직경 40 킬로미터(25 마일)에 이르는 원형에 가까운 형태의 지형이다.
동심 원형의 벽은 수 미터 높이의 퇴적암으로 이루어져있다. 노출된 퇴적암들은 늦은 원생누대부터 오르도비스기에 이르는 시기에 쌓인 것이다.
아직까지 이 구조의 생성에 대해 설명하지 못하고 있다.

## 생성 가설

### 운석 충돌설
초기에 이 구조는 돔 형태 때문에 소행성 충돌로 인한 크레이터일 것으로 예측하였으나, 리차트 구조는 평평한 중심부를 포함해 광범위한 현장 및 실험실 연구를 통해 구조 주변에 운석 충돌로 인한 변성암이 발견되지 않아 이 가설은 지지를 받지 못 하고 있다.

### 화산 분출설
사하라 연구원 테오도르 모노드는 1954년 출간한 학술지에서 리차트 구조를 포함해 모리타니에 위치한 다섯 곳의 분화구가 화산 분출로 인해 생겼다고 주장하였으나 화산암이 발견되지 않아 이 주장도 힘을 얻지 못하였다.